# Pineoblastoma
El pineoblastoma es un tumor maligno de la glándula pineal, un tumor neuroectodérmico primitivo de la línea media supratentorial. Puede presentarse a cualquier edad, pero es más común en niños pequeños. Representan el 0,001% de todas las neoplasias primarias del sistema nervioso central.

## Epidemiología
Los pineoblastomas suelen aparecer a edades muy tempranas. Un estudio encontró que la edad promedio de aparición es de 4,3 años, con picos a los 3 y 8 años. Existen otros casos que ocurren más comúnmente en pacientes menores de 2 años de edad. Las tasas de incidencia en hombres y mujeres son similares, pero pueden ser ligeramente más comunes en las mujeres.  Un estudio encontró que su incidencia aumenta en pacientes de raza negra en comparación con los pacientes de raza blanca en alrededor del 71%. Esta diferencia fue más evidente en pacientes de 5 a 9 años de edad.

## Fisiopatología
La glándula pineal es un pequeño órgano en el centro del cerebro que se encarga de controlar la secreción de melatonina. En la zona en que se encuentra pueden aparecer diversos tipos de tumores, siendo el más agresivo el pineoblastoma. Estos surgen de células embrionarias en la glándula pineal y crecen rápidamente. Se consideran tumores de grado 4, lo que significa que son malignos y pueden crear metástasis. Debido a la ubicación de la glándula pineal en el centro del cerebro y la naturaleza de rápido crecimiento de esta enfermedad, la obstrucción del líquido del SNC es un síntoma común.
Se desconoce su causa exacta, aunque se ha descubierto que la desregulación del micro-ARN está asociada con muchos casos de pineoblastoma, específicamente, mutaciones en los genes DICER1 y DROSHA. Las mutaciones de la línea germinal DICER1 causan un síndrome de predisposición tumoral y deben considerarse en pacientes con pineoblastoma.

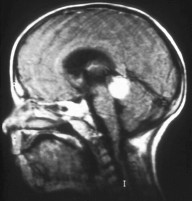
Retinoblastoma triangular en una resonancia magnética de cabeza

Puede presentarse en pacientes con retinoblastoma hereditario uni o bilateral. Cuando los pacientes con retinoblastoma presentan pineoblastoma, este se caracteriza como retinoblastoma trilateral. Hasta el 5% de los pacientes con retinoblastoma hereditario corren el riesgo de desarrollar retinoblastoma trilateral. Esta combinación de tumores es más agresiva que un pineoblastoma aislado. El pronóstico de los pacientes con retinoblastoma trilateral es sombrío, solo unos pocos pacientes han sobrevivido más de 5 años después del diagnóstico; y a todos ellos se les diagnosticó tumores pequeños en un estadio subclínico. Los avances recientes en los regímenes de tratamiento con quimioterapia (de dosis alta) y la detección temprana han mejorado la supervivencia de los pacientes con retinoblastoma trilateral hasta en un 50%.
Además, varias mutaciones o deleciones en los cromosomas 1, 9, 13, 16 y 22 se han asociado con la incidencia de pineoblastoma.

## Características clínicas
Los síntomas más comunes que se presentan con el pineoblastoma son dolor de cabeza, cambios de comportamiento y alteraciones cognitivas. Estas masas también suelen causar hidrocefalia obstructiva, lo que conduce a un aumento de la presión intracraneal. Esto puede provocar cambios en la visión y el síndrome de Parinaud.
Debido a la naturaleza agresiva de la enfermedad, es común la propagación del tumor en el momento del diagnóstico. Los pineoblastomas a menudo invaden localmente, propagandose a la cabeza y la columna en el 25-41% de los pacientes. Si bien la diseminación al SNC es relativamente común, estos tumores rara vez causan metástasis a distancia.

## Diagnóstico

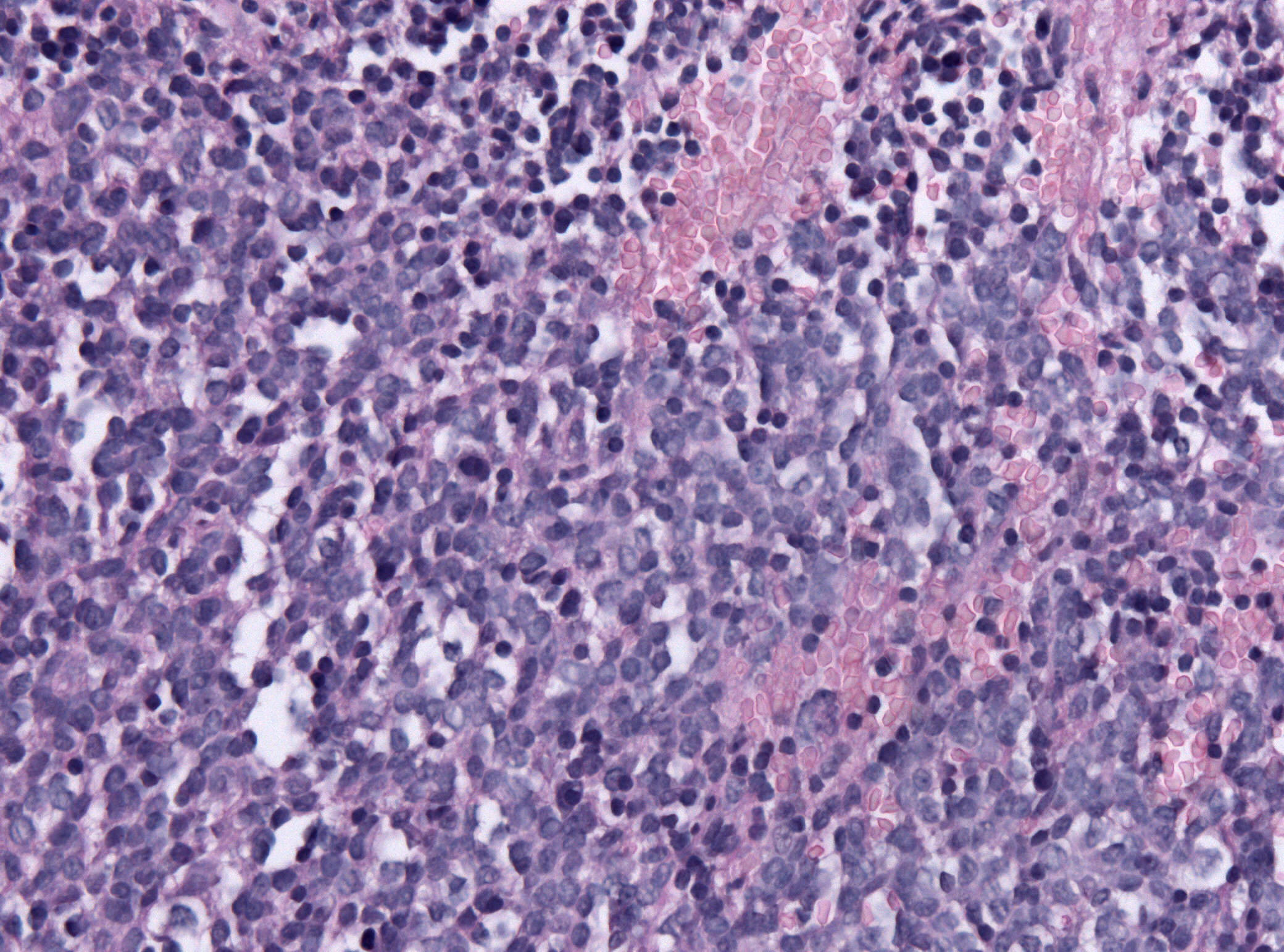
Histología del pineoblastoma

Se pueden utilizar varios métodos de imagen para diagnosticar el pineoblastoma. Inicialmente se recomiendan tomografías computarizadas urgentes, seguidas de imágenes por resonancia magnética. La tomografía mostrará masas grandes y multilobuladas con realce de contraste heterogéneo y calcificación periférica de la glándula pineal.  En la resonancia magnética, los pineoblastomas aparecen nuevamente como masas con realce heterogéneo. A menudo aparecen hipo o isointensos en T1 y ligeramente hiperintensos en las imágenes ponderadas en T2. También pueden observarse algunas áreas de necrosis o hemorragia. La PET-CT también se ha utilizado en el diagnóstico y muestra una mayor captación de fludesoxiglucosa en pineoblastomas en comparación con otras masas pineales.
El diagnóstico también requiere una muestra de LCR mediante punción lumbar para evaluar la citología y los marcadores tumorales.
Se requiere biopsia para el diagnóstico. Los pineoblastomas aparecen histológicamente como pequeñas células azules, de alto grado y muy celulares. Se pueden observar características de neoplasias malignas agresivas, como una alta relación núcleo-citoplasma, células poco diferenciadas, alta actividad mitótica y necrosis.  También se pueden observar rosetas de Homer Wright, o neuroblásticas, y de Flexner-Wintersteiner, o retinoblásticas. A diferencia de otras masas de la glándula pineal, no se encuentran rosetas pineocitomatosas. La tinción deinmunohistoquímica revelará positividad de marcadores neuronales, gliales y fotorreceptores. Esto incluye sinaptofisina, proteína de neurofilamento y CRX, un marcador pineal o retiniano específico, con tinción positiva. 

## Tratamiento
El tratamiento inicial a menudo incluye un procedimiento de derivación para redirigir el líquido cefalorraquídeo acumulado secundario a la hidrocefalia obstructiva, que puede ayudar a controlar el aumento de la presión intracraneal y aliviar algunos síntomas. La cirugía para extirpar el tumor se asocia con mejores resultados, sin embargo, esto no siempre es posible debido a la proximidad de la glándula pineal a las estructuras neurovasculares. La resección completa del tumor solo se observa en aproximadamente el 30% de los casos. Después de la cirugía, la radioterapia dirigida al cerebro y la médula espinal puede aumentar la supervivencia. Sin embargo, esta solo se puede utilizar con seguridad en pacientes mayores de 3 años debido al riesgo de deterioro neurológico significativo. También se puede utilizar el tratamiento de quimioterapia, ya sea antes o después de la cirugía, aunque su uso óptimo aún está bajo investigación.

## Pronóstico
Los pineoblastomas son tumores muy agresivos. La supervivencia a los 5 años de los pacientes con pineoblastomas es de alrededor del 58%. El pronóstico en pacientes menores de 5 años es menor, entre el 15 y el 40%. La enfermedad diseminada en el momento del diagnóstico también se asocia con peores resultados. Cuando los pineoblastomas se presentan con retinoblastomas, el pronóstico suele ser peor y estos pacientes requieren un tratamiento más agresivo.
La extirpación completa del tumor se asocia con un mejor pronóstico, pero es difícil y poco común de lograr. La radioterapia después de la cirugía también está relacionada con una mejor supervivencia.